# Ewald Huth

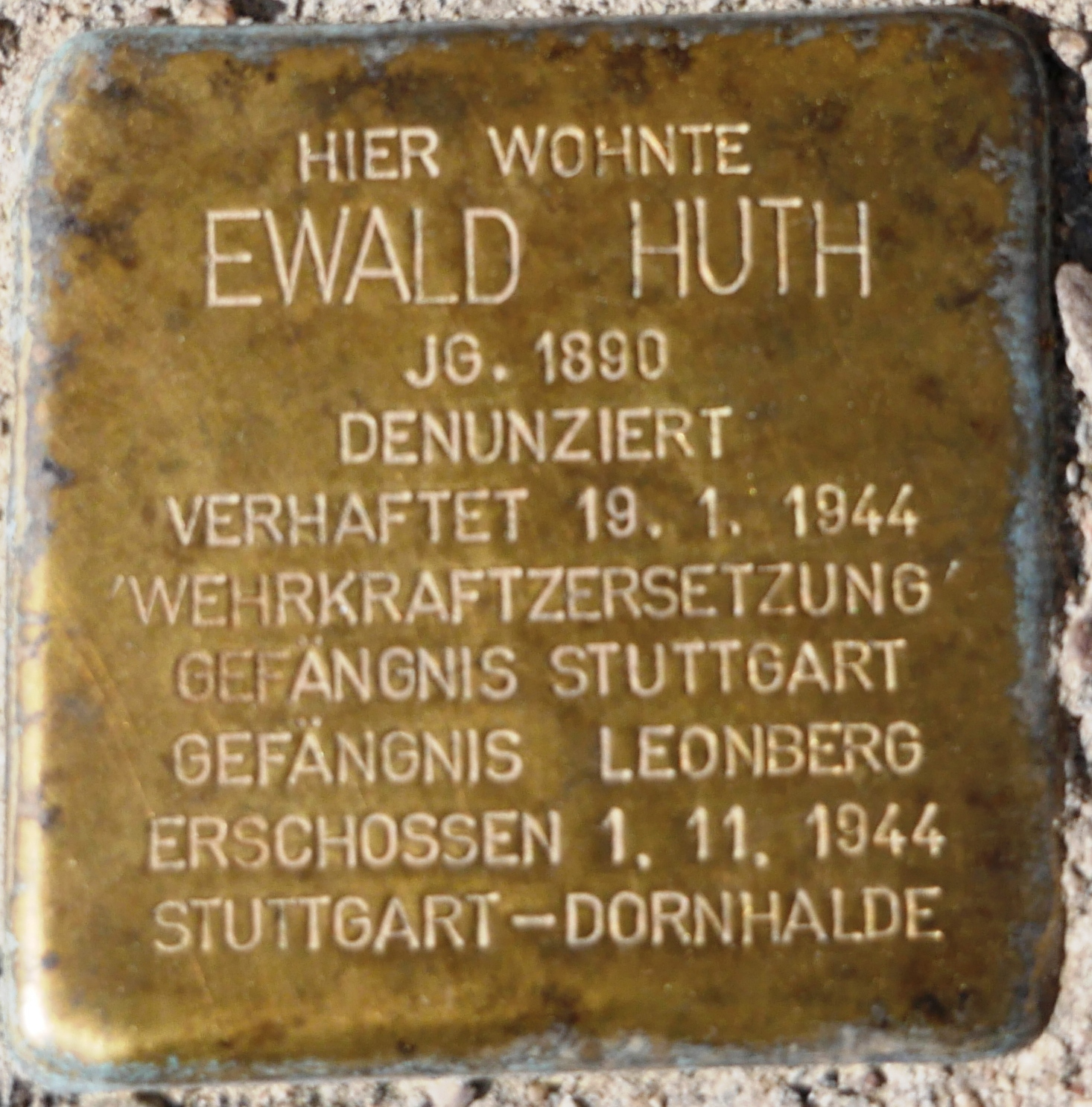
Stolperstein für Ewald Huth in Villingen-Schwenningen

Ewald Huth (* 11. Januar 1890 in Hersfeld; † 1. November 1944 in Stuttgart) war ein deutscher Chordirektor und Organist am Villinger Münster. 

## Leben
Er warnte öffentlich vor dem Nationalsozialismus. Am 19. Januar 1944 wurde er verhaftet und kam zunächst ins Gefängnis in Villingen. Später wurde er nach Stuttgart und nach Leonberg verlegt, Gnadengesuche der Familie wurden abgelehnt. Huth wurde wegen Wehrkraftzersetzung zum Tode verurteilt und hingerichtet. Von seinen Mithäftlingen wurde er wegen seines fürsorglichen Verhaltens Papa Huth genannt.
Am 6. März 2022 wurde ein Stolperstein für Ewald Huth vor dem Haus Kanzleigasse 6 in Villingen-Schwenningen verlegt.

## Ehrungen
- Die katholische Kirche hat Ewald Huth im Jahr 1999 als Blutzeugen in das Deutsche Martyrologium des 20. Jahrhunderts aufgenommen.
- Ewald-Huth-Straße in Villingen
- Ewald-Huth-Saal im Münsterzentrum, dem zum Villinger Münster gehörenden Gemeindezentrum